# Lastarria
Lastarria lub Azufre – szczyt w Andach. Leży na granicy między Argentyną a Chile. Jest stratowulkanem.